# جراند ثفت أوتو 5
جراند ثفت أوتو 5 (بالإنجليزية: Grand Theft Auto V) هي لعبة فيديو من نوع عالم مفتوح أكشن-مغامرات تصويب منظور الشخص الأول وتصويب منظور الشخص الثالث طورت من قبل روكستار نورث ومن نشر روكستار جيمز. صدرت في 17 سبتمبر 2013 للاكس بوكس 360 والبلايستيشن 3. وتم الإعلان عن موعد صدورها لمايكروسوفت ويندوز في 14 أبريل 2015. اللعبة الإصدار الخامس عشر في السلسلة. كانت سرقة السيارات الكبرى 5 من أكثر الألعاب ترقباً، كونها واحد من آخر الألعاب الضخمة التي تصدر حصرياً لمنصات الجيل السابع من ألعاب الفيديو.
تلعب سرقة السيارات الكبرى 5 من منظور الشخص الأول والثالث على بلايستيشن 4 وإكس بوكس ون ومايكروسوفت ويندوز، تلعب بمنظور الشخص الثالث على بلايستيشن 3 واكس بوكس 360 وتجمع عناصر قيادة السيارات والأكشن في عالم مفتوح، تسمح للاعبين بالتفاعل مع العالم كيفما شاؤوا. تقع أحداث اللعبة في ولاية سان أندرياس الخيالية، المبنية على جنوب كالفيورنيا، تكفل للاعب التجوال بحرية في أنحاء الريف ومدينة لوس سانتوس، المبنية على لوس أنجلوس. طور القصة يروي من خلال ثلاثة شخصيات يتم التحكم بها ويقوم اللاعب بالتحويل فيما بينهم، وهم: مايكل وتريفور وفرانكلين. القصة تتبع جهود الثلاثة الذي يقومون بالسطو على البنوك من أجل الثروة. يوجد في اللعبة طور اللعب الجماعي، والذي يسمح إلى ستة عشر لاعب بالمشاركة في اللعب التعاوني والتنافسي.
تطوير اللعبة بدء بعد فترة وجيزة من إصدار سرقة السيارات الكبرى 4، مع التركيز على تحسين الميكانيكية الأساسية للسلسلة عن طريق السماح للاعب بالتحكم بثلاثة شخصيات. عند صدورها تلقت اللعبة مراجعات إيجابية جداً من النقاد الذين مدحوا القصة والتقديم والعالم المفتوح. النجاح التجاري للعبة حطم ارقام قياسية بعائدات بلغت 800 مليون دولار أمريكي خلال الـ24 ساعة الأولى من إصدارها، أي حوالي 13 مليون نسخة، وخلال إعلان السنة المالية في 20 مايو 2020 للشركة المالكة لروكستار جيمز «تيك-تو إنترأكتيف» أعلن الرئيس التنفيذي للشركة بأن اللعبة وصلت مبيعاتها إلى أكثر من 135 مليون نسخة مباعة حول العالم منذ صدورها في سبتمبر من عام 2013، مما يجعلها ثاني أكثر لعبة فيديو مبيعاً في التاريخ بعد لعبة ماين كرافت. فيما ربحت اللعبة جائزة لعبة العام من العديد من منشورات الألعاب.

## طريقة اللعب
سرقة السيارات الكبرى 5 «تطور كل شيء» متواجد في الأجزاء السابقة في السلسلة. عالم اللعبة أكبر من عالم ريد ديد ريدمبشن وغراند ثفت أوتو: سان أندرياس وغراند ثفت أوتو 4 مجتمعين. المناطق في اللعبة تشمل الشواطيء والجبال والبراري ومنطقة تشبه «سالتون البحر» في كاليفورنيا، وقاعدة عسكرية والضواحي. المحيط مصمم بالكامل وقابل للأستكشاف.
قصة الطور الفردي في سرقة السيارات الكبرى 5 تروى من خلال ثلاث شخصيات قابلة للعب. مايكل وتريفور وفرانكلين، وهم مجرمون تترابط قصصهم بينما يكملون المهمات معاً. خلال مهمات القصة، بإمكان اللاعب التحويل بين الشخصيات الثلاث بينما يعملون معاً لإنجاز المطلوب؛ مثلاً في أحد المهام، مايكل ينزل بالحبل من أعلى المبنى، بينما يوفر فرانكلين تغطية له ببندقية القنص، وتريفور يتحكم بمروحية الهروب.
بعيداً عن المهمات، اللاعب له الحرية في التحويل بين الشخصيات الثلاث وأستكشاف عالم اللعبة المفتوح، الذي يشمل نظام بيئي متكامل. عند التحويل بين الشخصيات فأن الكاميرا يتم تكبيرها بعيداً عن شخصية ما وتنزل إلى الشخصية المختارة مثل نمط جوجل إيرث. حتى عندما لا يكون اللاعب متحكماً بهم، كل شخصية ستستمر في حياتها في لوس سانتوس. بإمكان اللاعب سرقة ماكينات الصرافة الألية والأشتراك في العديد من الأنشطة مثل اليوغا وسباق ثلاثي والقفز من المنحدرات والتنس والغولف والغوص أو الذهاب إلى القاعة الرياضية «جيم». كل شخصية ستكون لها هوايات خاصة، والتي يمكن إكمالها مع أصدقاء الشخصية، لكن نظام المواعدة من سرقة السيارات الكبرى 4 لم يرجع. نظام التخصيص من سان أندرياس هو أيضاً غائب، لكن اللاعب بإمكانه تخصيص ملابس كل شخصية.
الشخصيات باستطاعتها توجيه أصبع الشتم إلى الناس، «هذا شيء توصيك روكستار بفعله في ظروف متنوعة لترى ردود فعل مختلفة من الناس». الناس تتفاعل بشكل مختلف اعتماداً على المنطقة.

صورة فنية تظهر الشخصيات البطلة الثلاث، من اليمين إلى اليسار: تريفور، فرانكلين، مايكل. أثناء الخيار الأخير من المهمة الأخيرة وهو أمنية الموت (deathwish)

الهاتف المحمول الذي ظهر في سرقة السيارات الكبرى 4 سيعود لكن الكثير من خصائصه قد تغيرت. يستخدم الهاتف المحمول أساساً في الأنشطة. ويمكن استخدامه أيضاً للدخول إلى إنترنت اللعبة. سيكون هناك نظام اقتصادي «نابض بالحياة ومرح»، لكن اللاعب لن يستطيع شراء العقارات كما في فايس سيتي وفايس سيتي ستوريز. نظام التصويب تطور «بشكل كبير» من حيث الشعور والميكانيكية، ونظام القتال قد تطور أيضاً.
GTA V ستحتوي على أكبر تشكلية مركبات من أي جزء مضى، تتضمن أضخم تشكيلة متنوعة من السيارات والشاحنات والدراجات الهوائية والنارية والمروحيات والطائرات. السيارات ستكون أفضل من GTA IV حيث «سيثبتون أفضل على الأرض» وميكانيكية القيادة ستكون «مثل لعبة سباقات». اللاعبون سيكون بمقدورهم تخصيص سياراتهم من حيث اللون والتجهيزات، وكذلك إضافة العديد من التحسينات على الأسلحة.
في مايو 2013، أظهرت روكستار نسخة تجريبية (ديمو) عن اللعبة للصحافة تظهر فيها كل شخصية رئيسية لها قدرة خاصة يمكن تفعيلها، مايكل يستطيع إبطاء الوقت خلال الاشتباكات مسلحة (مماثلة لخاصية بوليت تايم في ماكس باين والعين الحمراء في ريد ديد ريدمبشن)، وفرانكلين يستطيع إبطاء الوقت أثناء القيادة وتريفور يستطيع الدخول في نوبة عنف حيث بإمكانه أن يأخذ ضرراً أقل، أو أن يلحق ضررا إضافيا بالأعداء ويستطيع أن ينفذ هجمات فريدة باليد والقدم عند تفعيله. الديمو تضمن أيضاً عناصر لعبة تقمص الأدوار— مثل القدرة على اكتساب الخبرة في مهارات محددة مثل الطيران، والقيادة، والقدرة على التحمل والقوة، شبيه بتلك الموجود في سان أندرياس.

### نمط تعدد اللاعبين
نمط تعدد اللاعبين سيحتوي على طور الفرق "Crews" شبيه بالموجود في ماكس باين 3. النسخة الجديدة من الSocial Club ستصل اللعب عبر عناوين متعددة، ابتداءً من سرقة السيارات الكبرى 5 وMax Payne 3. عند اللعب بنمط تعدد اللاعبين في كلتا اللعبتين فأن الفرق "Crews" التي أنشأها اللاعب في لعبة ستنقل إلى اللعبة الأخرى. تدع سرقة السيارات الكبرى 5 اللاعبين ينشئون فرق خاصة مع الأصدقاء، أو ينضمون إلى فرق عامة. يستطيع اللاعب أن يكون عضواً في 5 فرق كحد أقصى، وإتمام المهمات ضمن الفريق ليكسب نقاط خبرة. في أواخر 2012، روكستار قالت أن «صقل اللعب الجماعي في عالم مفتوح إلى شيء خاص حقاً» كان تركيز ضخم في تطوير اللعبة.

أصدرت روكستار أول عرض رسمي لنمط تعدد اللاعبين في 15 أغسطس 2013. العرض قدم مفاهيم جديدة إلى هذا النمط في السلسلة، مثل السطو على البنوك والسرقات الصغيرة وأطوار اللعبة الاعتيادية (مثل Deathmatch) والقدرة على شراء العقارات، إضافة إلى لعب التنس والغولف والتسابق بالدراجات.
اللاعبون سيكونون قادرين على إنشاء مسارات للسباق وخرائط Deathmatch خاصة بهم.

### الشخصيات
أسلوب اللعب الخاص باللعبة هو واحد من ضمن الأشياء التي تم إبداعها بداخل اللعبة وذلك بسبب أنك لا تلعب بشخصية واحدة فقط وإنما ثلاث شخصيات لكل واحدة منها مهماتها الخاصة والتي يمكن أن ترتبط بمهمات الشخصيات الأخرى وتلعب بالثلاث شخصيات في آن واحد أي تستطيع التبديل بينهم بمهمة واحدة. بالتأكيد هذا شيء رائع ولكن عند بداية لعبك للعبة لن تستطيع اللعب بالشخصيات الثلاثة مباشرة أو التبديل بينهم لأنك لم تقم بفتحهم بعد.
فستبدأ أولا بفرانكلين الشاب الفقير، وهو في منتصف العشرينات من عمره، يعيش في أحياء مدينة لوس سانتوس القديمة مع خالته أو عمته بعد أن توفت والدته وأعطته نصف المنزل، ويعمل بمعرض سيارات وينفذ بعض المهام لصاحب المعرض والتي تكون معظمها مهام خارجة عن القانون كاسترداد سيارات المعرض التي ابتاعها الناس من صاحب المعرض ولم يقوموا بتسديد كل الأموال المتبقية عليهم، ولكنه يفعل كل ذلك لأنه يود الحصول على المزيد من الأموال.
مرورا بمايكل الشخصية سارق البنوك المتقاعد، وهو في بداية الأربعينات من عمره، يعيش مع عائلته التي سوف تقوم بتطيير عقله، فإبنه مدمن على المخدارات ولاعب ألعاب الفيديو، أما إبنته فهي مولعة لأن تكون نجمة فنية مشهورة، ولكنها تتسكع مع الشخصيات الخطرة، وأما زوجته فدوما ما تخونه مع مدربيها كمدرب التنس واليوغا.
أما تريفور الطيار العسكري السابق، فهو شريك مايكل السابق، يعيش وحده في مقطورة بالصحراء في حي «ساندي شورز» خارج مدينة لوس سانتوس، ودوما ما تكون تصرفات تريفور تصرفات متهورة ومجنونة تجعل الجميع يهابه، وهو شخصية مدمنة للمخدرات ودوما ما تكون كل تعاملاته مع تجار المخدرات والخارجين على القانون.

### خريطة العالم المفتوح
كيف نقوم بوصف خريطة العالم المفتوحة الخاص بلعبة GTA V والتي تقدر خريطتها بحجم مدينتين كاملتين بأمريكا الشمالية وتعد خريطة اللعبة أكبر خريطة لعبة عالم مفتوح بالتاريخ صدرت إلى الآن فلا شيء أروع من أن تقوم بالتجوال بهذا العالم المفتوح الكبير الذي بالطبع سيصعب عليك الوصول لنهايته سريعا والأروع من ذلك هو أن تقوم بالطيران فوق مدينة لوس سانتوس واكتشاف جميع الأماكن التي لم تكتشفها من قبل مرورا بالطبيعة الخلابة بعالم اللعبة ومشاهدة الحيوانات على جوانب الطريق كالغزلان تقوم بأكل العشب وركوضهم خلف بعضهم مع العلم هناك حوالي أكثر من 20 حيوانا مختلفا بعالم اللعبة ويمكنك القيام بتجربة رائعة أخرى كالغوص تحت المياه ورؤية أسماك القرش والشعاب المرجانية وجميع أنواع الأسماك.

## انتقادات
تُنْتَقَد لعبة قراند ثيفت أوتو 5 من قِبَل الكثيرين بسبب محتوى اللعبة الذي يحتوي على الكثير من العنف والجريمة والكثير من الكلام البذيء الذي يؤثر على الصحة النفسية للمراهقين وتواجه انتقادات بخصوص تصويرها للمواقف غير الأخلاقية والشخصيات والمجتمعات بنظرة تشجع على العنصرية والتمييز وتحتوي عادةً على محتوى غير أخلاقي وبذيء وهذا المحتوى قد يؤثر على تطور الأطفال والمراهقين ويؤدي إلى تصورات غير صحيحة حول العلاقات الاجتماعية وتعتبر اللعبة معروفة بتصويرها للمشاهد الفوضوية والجرائم المتعددة وقد يؤدي هذا التصوير المكثف للعنف على تشجيع اللاعبين لتقليد مثل هذه السلوكيات السلبية على أرض الواقع.

## قصة
بعد تسع سنوات من عملية فاشلة للسطو على بنك في لودندورف، شمال ينكتون ترك اثنان من شركائه ميتين وأجُبر الثالث على الهروب والاختباء، سارق بنوك سابق يدعى مايكل تاونلي يوضع تحت برنامج حماية الشهود مع عائلته في لوس سانتوس، سان أندرياس، تحت اسم مستعار مايكل دي سانتا. فرانكلين كلينتون، الذي يعمل كرجل استعادة ملكية لصالح محل شراء سيارات برفقة صديقه لامار ديفيس، يطلب منه استعادة سيارة من ابن مايكل المراهق، جيمي، الذي تأخر في دفع قرضه. يستنتج مايكل أنه ابنه على وشك أن يصبح ضحية احتيال ائتماني، لذلك يواجه فرانكلين ويأمره تحت تهديد السلاح بأن يقود السيارة إلى داخل محل السيارات ليحطم واجهته. يفعل فرانكلين ذلك ثم يطرد من عمله، لكنه يصبح صديقاً لمايكل. عندما يكتشف مايكل أن زوجته أماندا تخونه مع مدرب التنس، هو وفرانكلين يقومان بمطاردته إلى بيت، الذي يحطمه مايكل نتيجة غضبه. على العموم، هذا البيت تعود ملكيته إلى تاجر مخدارات مكسيكي مارتن مادرازو، ويطلب منهما تعويض. يرضخ الاثنان لطلبه ويقومان مع آخرين بسرقة محل مجوهرات بتخطيط من ليستر كريست صديق مايكل القديم من أجل الدفع له. تريفور فيليبس، الناجي الوحيد من عملية السطو على البنك، بعد مرور فترة قصيرة من عملبة السطو، يأتي ديف (صديق مايكل القديم) الذي يعمل مع الفيدراليين، فيحذره من عودة تريفور خاصةً بعد ان ظهر لقاء تلفزيوني في الاخبار مع شخص قام مايكل بتهديده بجملة مفادها ( أنت تنسى آلاف الأشياء كل يوم يا صديقي، تأكد من أن هذا هو واحد منهم) هذه الجملة الشهيرة قد قالها مايكل مسبقاً للشرطي الذي حاول قتله في المهمة الاولى امام اعين تريفور ولا يعرفها احد الا هم الاثنان، فيسمعها تريفور في نشرة الاخبار ويدرك أن الفاعل لا يمكن أن يكون إلا مايكل نفسه. يذهب تريفور إلى لوس سانتوس للبحث عنه ويجده.
في هذه الأثناء، تصبح الحياة الخاصة للشخصيات الرئيسية الثلاثة خارجة عن السيطرة. ظهور تريفور غير متوقع يؤدي إلى سلوك متهور وغير منتظم من قبل مايكل، مما يدفع عائلته لتركه. يحاول مايكل أن يصنع شيء من نفسه ويصبح شخص ناجح، لذلك يذهب للعمل كمساعد للمنتج السينمائي سولومن ريتشاردز، هذا يؤدي به إلى صراع مع ديفين ويستون، مليادير رأسمالي، الذي يطور ضغينة ضده ويتعهد بالانتقام. فرنكلين يقلق على صديقه لامار الذي أصبح تحت تأثير هارولد «ستريتش» جوزيف، رجل عصابات انضم إلى عصابة «البالاس» عندما كان في السجن ويحاول مراراً قتل لامار ليثبت نفسه لعصابته الجديدة. يحاول تريفور السيطرة على تجارة ميثامفيتامين في مقاطة بلين، وهذا يدخله في حرب مع عصابة الدراجات "The Lost Mc" وعصابات شوراع لاتينية وتجار مخدرات منافسين ومرتزقة مدعومين من الحكومة إضافة إلى أحد فروع المافيا الصينية «ترايد» بقيادة وي تشانغ.
على مدار القصة، يجبر مايكل من قبل عميلا الFBI ديف نورتن وستيف هينز على القيام بسلسلة من العمليات مع تريفور وفرنكلين هدفها تقويض وكالة منافسة، الCIA. يقوم مايكل وفرانكلين وتريفور تحت إدارة ستيف هينز بالهجوم على قافلة مصفحة تحمل أموال مخصصة لوكالة CIA ويقومون بالسطو على بنك يحتوي على جدول رواتب لجميع عناصر الشرطة والمسؤولين الحكومين الفاسدين في لوس سانتوس، لكن مايكل وتريفور يجبران على الاختباء مؤقتاً في مقاطعة بلين بعد أن يقوما بعملية لصالح مارتن مادرازو ويطالبان بتعويض لكنه يرفض، فيقوم ترفيور باختطاف زوجته. تزداد الرقابة على ستيف هينز نتيجة لأساليبه، فيجبر الثلاثة على اختراق المقر الرئيسي للFBI ومسح أي دليل من خوادمهم يتم استخدامه ضده. يستغل مايكل الفرصة ويمسح أيضاً أي معلومات عن نشاطاته، مدمراً بذلك نفوذ ستيف هينز عليه. بعد إقناع تريفور بإرجاع زوجة مادرازو، يبدئان بالتخطيط لأكثر العمليات جرأة: سرقة احتياطي سبائك الذهب من من المستودع الاتحادي.
بعد عودته إلى لوس سانتوس، يصالح مايكل زوجته أماندا وأولاده ويرجعون للعيش معاً. يكتشف تريفور أن أحد شركائهم في سرقة البنك قبل تسع سنوات ليس في السجن كما كان يعتقد، بل مدفون في القبر الذي من المفترض أن مايكل مدفون فيه. يشعر تريفور أن مايكل قد خانه، مما يسبب احتكاك داخل الجماعة ويهدد بتقويض عملية المستودع الاتحادي. عندما يقع مايكل وديف نورتن في وسط مواجه بين الFBI
والCIA وشركة أمن خاصة تدعى ميري ويذر، يقوم تريفور بمساعدتهما على الهروب، مدعياً أنه الوحيد الذي لديه الحق في قتل مايكل. على الرغم من عدم مسامحته، يقرر تريفور الافتراق عن مايكل بعد القيام بسرقة سبائك الذهب كما هو مخطط.
يقوم الثلاثة بعملية المستودع الاتحادي بنجاح، لكن فرانكلين ينتهي المطاف به ملاحقاً من قبل ستيف هينز الذي يريد منه قتل تريفور وأيضاً من قبل ديفين ويستون الذي يريد منه قتل مايكل. فرانكلين لديه ثلاثة اختيارات: قتل مايكل أو تريفور أو تركهم ومواجهة أعدائهم معاً. إذا قام فرانكلين بقتل مايكل أو تريفور، فسيقطع علاقته بالشخص الناجي ويعود إلى حياته القديمة. بدلا من ذلك، إذا لم يقتل أي منهما، الثلاثة يجتمعون ويقومون بصد هجوم كبير من الFBI وميري ويذر، قبل الذهاب وقتل هارولد «ستريتش» جوزيف ووي تشانغ وستيف هينز وديفين ويستون. بعد القضاء على أعدائهم ويبقون أصدقاء إلى الأبد.

## تطوير
في مقابلة في نوفمبر 2009 مع صحيفة التايمز، منتج غراند ثفت أوتو دان هاوزر ناقش أعماله، من ضمنها مستقبل السلسلة. هو أعلن أنه خطط للأشتراك في كتابة سيناريو يصل إلى حوالي ألف صفحة. في نفس المقابلة، دان أيضاً شرح سير العمل الأساسي للشركة في صناعة ألعاب جديدة في السلسلة، والتي تنطوي على تصميم المدينة أولاً، ثم الشخصيات الرئيسية لاحقاً.
في يوليو 2010، وضعت روكستار نورث إعلاناً لسبع وظائف بخصوص عنوان جديد. الشركة بحثت عن مصممي بيئة ومبرمجي فيزيائيات ومصممي شخصيات. إعلان العمل أيضاً طلب أن يكون الشخص «ذو خبرة احترافية في مجال ألعاب الأكشن من منظور الشخص الثالث». من غير المعروف إذا ما روكستار كانت تعين من أجل GTA V، أو تقوم بتدعيم فريق تطوير لعبة "Agent".
في يونيو 2011، في حديث مع جيم سبوت زعمت مصادر أنها مقربة من المطور أن تطوير اللعبة يجري «على قدم وساق»، وأن الإصدار في 2012 «محتمل»، قالوا أيضاً «أنها الكبيرة»، مشيرين إلى أن حجم اللعبة ضخم.
دان هاوزر قال على الرغم من أن GTA V ستقدم موسيقى للمهمات مستوحات من ألعاب روكستار السابقة ريد ديد ريدمبشن وماكس بين 3، إلا أن محطات الراديو التقليدية ستبقى. الحجم الهائل للوس سانتوس كان ضرورياً لاستيعاب الطيران. دان هاوزر قال بأنه جادل ضد خروج أحداث اللعبة الجديدة من الولايات المتحدة. فكرة ثلاث شخصيات بطلة في اللعبة جائت عن طريق مناقشة قصص توسعات GTA IV "حلقات من ليبرتي سيتي". دان قال بأن أفضل الألعاب تصدر عند نهاية كل جيل، مشيراً إلى أن الوقت قد استهلك في الحصول على أقصى استفادة من التكنولوجيا الحالية. ليزلي بنزيز أحد منتجي اللعبة قال "نأمل بأن تفعل GTA V لطور اللعب الجماعي في عالم مفتوح ما فعلته GTA III لطور اللعب الفردي في عالم مفتوح.
في 2 يوليو/تموز 2013، أعلنت روكستار بأن غراند ثفت أوتو V ستتطلب 8 جيجا مساحة إلزامية لتنصيبها على كل من الإكس بوكس 360 والبلايستيشن 3. نسخة الإكس بوكس 360 تأتي بقرصين: الأول يحتوي على بيانات التنصيب والثاني يستعمل لللعب. بينما نسخة البلايستيشن 3 تأتي على قرص واحد بلو راي. روكستار أكدت بأن نسختي الإكس بوكس 360 والبلايستيشن 3 ستكون متشابه تماماً تقريباً.

### محتوى قابل للتحميل
في 4 أكتوبر 2012، المدير التنفيذي لتيك-تو إنترأكتيف سترو زيلنيك أقترح بأن روكستار لديها «الكثير من الأشياء المثيرة للاهتمام»، تخطط لها من أجل DLC اللعبة، لكن كان «الوقت مبكراً جداً» للحديث عنها.

## الاستقبال
تلقت غراند ثفت أوتو V مراجعات إيجابية جداً من النقاد والمعجبين حول العالم. ميتاكريتيك أعطى نسخة الأكس بوكس 360 100/98 ونسخة البلاي ستيشن 3 100/97، أما جيم رانكينجز أعطى نسخة الأكس بوكس 360 96.95% ونسخة البلاي ستيشن 3 97.17%. العديد من المراجعين مدحوا القصة والتقديم والعالم المفتوح.
كيزا ماكدونالد من IGN مدحت التطور الشخصيات الرئيسية الثلاثة، حيث ساعد ذلك على سرد القصة بطريقة أفضل والقضاء على التقلبات التي شعرت بها في قصة غراند ثفت أوتو IV. هي أيضاً مدحت حجم عالم اللعبة، وارتأت أن عالم اللعبة جعل من سان أندرياس «عالم حيوي».

## المبيعات
في غضون 24 ساعة من إصدراها، بلغت إيرادات غراند ثفت أوتو أكثر من 800 مليون دولار أمريكي، أي حوالي 13 مليون نسخة بيعت، محطمة الرقم القياسي السابق المسجل باسم لعبة كول أوف ديوتي: بلاك أوبس II التي جمعت 500 مليون دولار في يوم إطلاقها الأول. الأرقام هذه تجاوزت توقعات المحليين بضعفين. كسرت اللعبة أيضا الأرقام القياسية من حيث عدد المبيعات، حيث أصبحت ثاني أكثر لعبة إكس بوكس 360 مبيعاً على الإطلاق. المحللون يتوقعون أن تصل عائدات اللعبة إلى حوالي مليار دولار خلال الشهر الأول فقط والمفاجأة انها وصلت ذلك المبلغ بـ3 أيام فقط. في 3 أغسطس 2021، أعلنت شركة تيك-تو إنترأكتيف ان لعبة قد وصلت مبيعاتها 150 مليون نسخة عالميًا. في مايو 2025 اعلنت تيك-تو إنترأكتيف عن وصول مبيعات اللعبة 215 مليون نسخة.

## وصلات خارجية
- الموقع الرسمي
- جراند ثفت أوتو 5 علي موقع لولو ابس (العربية)
- جراند ثفت أوتو 5 على موقع IMDb (الإنجليزية)